# 後鰭鮭
後鰭鮭，為輻鰭魚綱胡瓜魚目後鰭鮭科的其中一種，亞熱帶魚類，分布於西南太平洋紐西蘭淡水、半鹹水及海域，體長可達8.6公分，棲息在河川下游及河口及沿海，會進行洄游，生活習性不明。